# Arquitetura de Higienópolis (bairro de São Paulo)

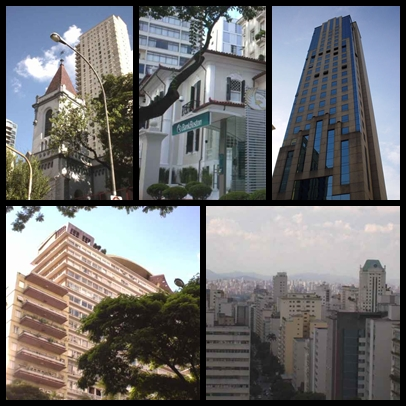
Alguns marcos arquitetônicos do bairro. Igreja Santa Teresinha, casa de Rubens de Brito, Edifício Bretagne e edifícios

Higienópolis, bairro antigo da cidade de São Paulo, desde sua fundação foi residência das classes mais abastadas. Os palacetes outrora pertencentes aos barões de café e seus filhos, aliados aos edifícios modernistas do início do século XX, o tornam uma miríade da arquitetura paulistana. Nele existem exemplares em estilos: eclético, neoclássico, pitoresco, normando, florentino, art nouveau, neocolonial, art déco, e outros, sendo objeto de estudos e pesquisas. Muitos desses imóveis foram tombados por órgãos governamentais.

## Ciclo do café
Bairro planejado por uma empresa privada ao final do século XIX, Higienópolis apresentava características que o diferenciavam do restante da cidade. Suas residências possuíam água tratada, esgoto além de apresentar vias arborizadas, praças, dentre as quais a Praça Higienópolis (de 1913) mais tarde denominada Praça Buenos Ayres, e enfim, Parque Buenos Aires. Os moradores, integrantes da elite paulistana, construíam seus palacetes baseados na arquitetura europeia, sendo trazidos de lá os materiais de construção e as plantas das futuras residências.
- Residência de Dona Angélica: Por volta de 1893, Dona Maria Angélica de Sousa Queirós Aguiar de Barros, deixou a chácara de seu pai, o Barão de Souza Queiroz, para residir em um palacete da Avenida Angélica. A construção era uma réplica do Palácio de Charlottenburg, com materiais importados da Alemanha. Possuía um renque de palmeiras que vinha desde a estrada de Campinas, ladeando o caminho, e de onde surge o nome da Rua das Palmeiras.  >.Palácio de Charlottenburg, inspiração para residência de Dona Maria Angélica

Palácio de Charlottenburg, inspiração para residência de Dona Maria Angélica

- Residência de Dona Veridiana: A filha do Barão de Iguape, Veridiana da Silva Prado, era personagem influente na sociedade da época. Sua mansão era ponto de encontro dos intelectuais e da elite paulistana, e mais tarde, palco das discussões da Semana de 1922. Denominada de Chácara Vila Maria, a propriedade da família Prado, se estendia até a Avenida Angélica e a Rua Dr. Martinico Prado. Apresentava uma mansão francesa, datada de 1884, e estava situada no quadrilátero entre as ruas Dona Veridiana, General Jardim, Sabará e Avenida Higienópolis. Nela funcionou o São Paulo Clube e posteriormente veio a abrigar o Iate Clube de Santos.[5]
- Vila Penteado: Em 1902, o conde Antônio Álvares Leite Penteado, fazendeiro de café e industrial paulista, detentor de grande fortuna, mandou construir  suntuoso palacete em estilo art nouveau com projeto do arquiteto sueco Carlos Ekman. O palacete foi o lançador do estilo em São Paulo. Decorado com estátuas, mobiliário, vitrais e mármores europeus além de apresentar grande área verde. A Vila Penteado, como ficou conhecida, ocupava toda a quadra entre a Avenida Higienópolis e as ruas: Sabará, Maranhão e Itambé. Seus herdeiros, doaram a propriedade à Universidade de São Paulo, onde tornou-se, em seus fundos, sede dos cursos de pós-graduação da FAU-USP, na Rua Maranhão. Tombada pelo Condephaat em 1978.[5]
- Vila Antonieta: Em 1903, Antonieta Álvares Penteado e o marido Caio Prado foram residir em palacete construído pelo engenheiro sueco Carlos Ekman, com tendência art nouveau.
- Residência de Maximilian Emiliano Hehl: O arquiteto construiu sua residência, baseando-se nos castelos medievais e na art nouveau. Situava-se no lado impar da Avenida Higienópolis. Por sua arquitetura, recebeu a denominação de Château de France.
- Cúria Metropolitana: construção de 1916, na Avenida Higienópolis, abriga sede da Cúria Metropolitana, onde funcionava o Colégio Santa Cruz, em estilo de influência florentina.
- Paróquia Santa Teresinha do Menino Jesus: inaugurada na Rua Maranhão, no ano de 1928. Projetada pelo engenheiro italiano Antonio Vincenti, executada a obra pelo arquiteto Fiorello Panelli, com seu interior inacabado. A imagem de Santa Teresinha, trazida de Lisieux (França), foi doação de Dona Sofia Neves Torres e o sino, foi presente do empresário ítalo-brasileiro Conde Matarazzo. A paróquia, uma das mais ricas de São Paulo, realiza inclusive obras assistenciais e filantrópicas.
- Residência de Carlos Leôncio de Magalhães: O palacete do "rei do café", apelidado de Nhonhô Magalhães, foi construído na década de 1930. Foi erguido na Avenida Higienópolis pela empresa Siciliano & Silva, com estilo eclético e requinte em toda construção.[6] Apresentando cinco pavimentos, no estilo manuelino português, e abrigando também uma capela, inspirada no Mosteiro dos Jerônimos, de Lisboa; além de um anfiteatro para acolher até 50 pessoas. O proprietário faleceu antes da conclusão do palacete, desfrutado por sua esposa, dona Ernestina e os filhos.[6] Em 1974 se instalou no local a Secretaria da Segurança e Anti-Sequestro. Preservado pelo Patrimônio Histórico, foi vendido em leilão pelo Governo do estado ao grupo que administra o Shopping Pátio Higienópolis.[6]Mansão de Carlos Leôncio de Magalhães (Nhonhô Magalhães).

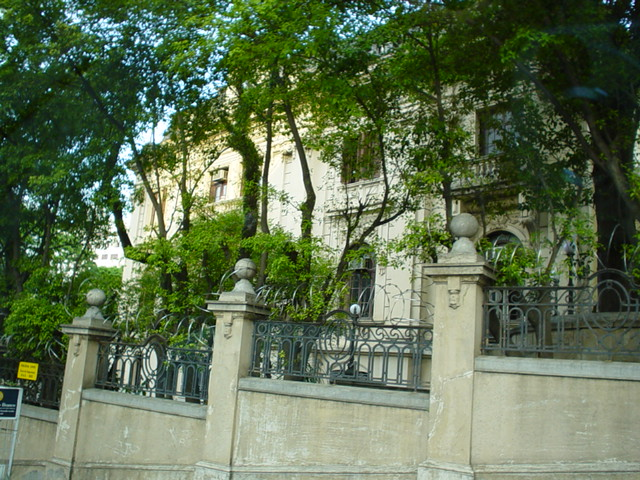
Mansão de Carlos Leôncio de Magalhães (Nhonhô Magalhães).

- Casarão de Antonieta Cintra Gordinho: na Avenida Higienópolis, um casarão tombado, mais tarde tornou-se salão de entrada do Edifício Maria Antonieta que fica atrás. O casarão,  construção de 1947 para o casal Antonieta e Antonio Cintra Gordinho, foi projeto do arquiteto francês Jacques Pilon, com inspiração no Petit Trianon, de Versalhes.
- Casa de Franz Müller: propriedade do empresário alemão Franz Müller, construída no ano de 1895, na Rua Maranhão, de estilo neoclássico, foi em 1969 comprada e recuperada pela Sociedade Tradição, Família e Propriedade, sendo tombada pelo Condephaat.
- Casa de Henrich Trost, na Rua Maranhão, uma das três casas primitivas do loteamento.
- Residência de Martinho Burchard, vizinha das três casas pioneiras do bairro, de 1892, na Rua Maranhão, que abrigou pensionato de religiosas por anos, sendo demolida mais tarde.
- Casa modernista da Rua Bahia, situada no nº 1126, tombada pelo IPHAN, residência de Luiz da Silva Prado. Construção de Gregori Warchavchik (1930).[7]

Na Avenida Higienópolis, o palacete da família de Oscar Rodrigues Alves, filho do presidente da República Rodrigues Alves, de 1922 em estilo neoclássico, foi inspirado no Petit Trianon, conservado e tombado pelo Condephaat, e abrigou o Consulado Geral da Itália e posteriormente o Instituto Italiano de Cultura de São Paulo (IICSP), com construção prevista para ser iniciada, de um moderno anexo do Instituto Italiano que vai abrigar restaurante, teatro, duas galerias e centro multimídia, obra do arquiteto italiano Massimiliano Fuksas. "Trata-se de uma ideia que temos desde 2005, quando o instituto passou a ocupar o atual endereço", conta o diretor adjunto da entidade, Claudio D’Agostini.
No palacete vizinho, de Raul Cunha Bueno, instalou-se uma agência bancária.
O fazendeiro de café em Jaú, Alcides Ribeiro de Barros foi proprietário da residência seguinte, construção de Ramos de Azevedo, do ano de 1927, com mobiliário do Liceu de Artes e Ofícios, demolida para construção dos edifícios Santa Sophia e Santa Odila, fazendo esquina com a Avenida Angélica.
Em frente, na esquina da Avenida Angélica com a Avenida Higienópolis, morava  a família de Francisco Camargo Lima, posteriormente uma pensão e mais tarde adquirida pelo médico dr.Rubens de Brito, onde instalou sua clínica e posteriormente a alugou para instalação de agência bancária, sendo tombada pelo Condephaat em sua arquitetura externa e vitrais.
Na Rua Piauí, logo depois da Praça Vilaboim, ao lado do Edifício Louveira, antiga residência do médico paulista Dr. Geraldo Vicente de Azevedo, filho do Barão da Bocaina, Francisco de Paula Vicente de Azevedo, belo casarão antigo preservado, de tijolos aparentes, chama atenção por seu conjunto arquitetônico construído em ampla área e que contém inúmeros vitrais coloridos, todos com diferentes desenhos na temática de barcos à vela. Placa: "Dr. Geraldo V. de Azevedo - Médico Operador"        .
A Vila da Rua Piauí, no nº 1164, com construção de 1925, apresenta conjunto de casas de estilo art déco num projeto do arquiteto Augusto Rodrigues.
A antiga residência de Gustavo Stahl e família, construída nas primeiras décadas do século XX, localizada na Rua Piauí ao lado do Parque Buenos Aires, e que já foi sede do Consulado do Japão, tendo tombamento pelo Conpresp, apresenta arquitetura eclética, com elementos do estilo Luís XVI modernizado, e requintados detalhes e pinturas, preservando na totalidade suas áreas internas e externas.
Na esquina das ruas Piauí e Itacolomi, à espera de nova finalidade, imponente casarão, construído entre os anos de 1910 e 1918 que já foi propriedade da família do ex-presidente Rodrigues Alves, é um dos últimos exemplares da arquitetura dos palacetes do período de ouro do café. Pertencente ao INSS, até o ano de 2003 abrigou a sede da PF (Polícia Federal), e que teve prisão funcionando em alguns de seus cômodos. Tombado pelo patrimônio histórico, entrou em um período de abandono e degradação, permanecendo fechado devido a questões judiciais.
Na Rua Maranhão em frente à Paróquia de Santa Teresinha, um prédio histórico de seis andares, e tombado pelo patrimônio, que já foi ateliê do artista modernista Di Cavalcanti, abriga galeria de arte.

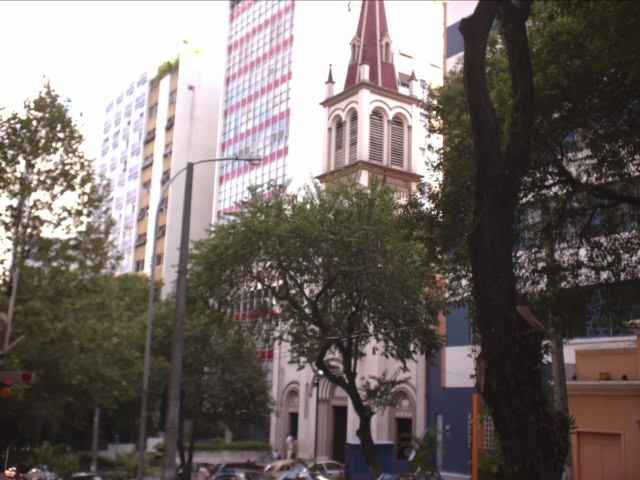
Paróquia Santa Teresinha do Menino Jesus
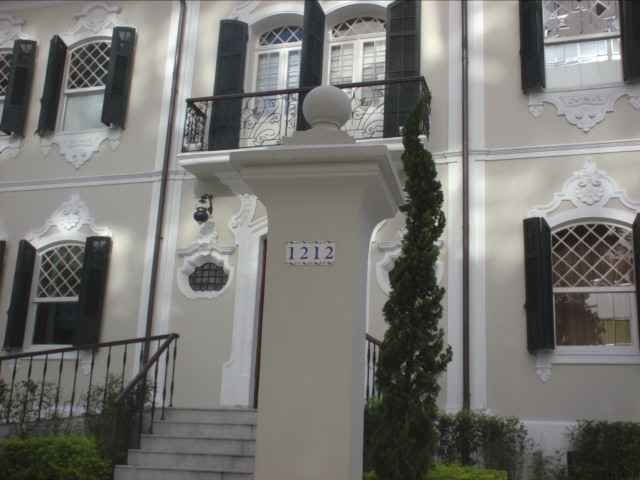
Imóvel pertencente a Rubens de Brito
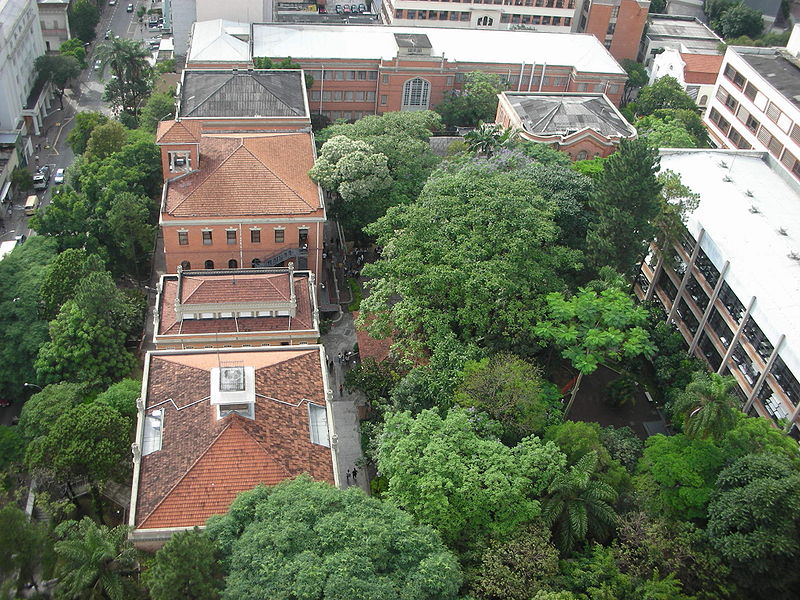
Universidade Presbiteriana Mackenzie
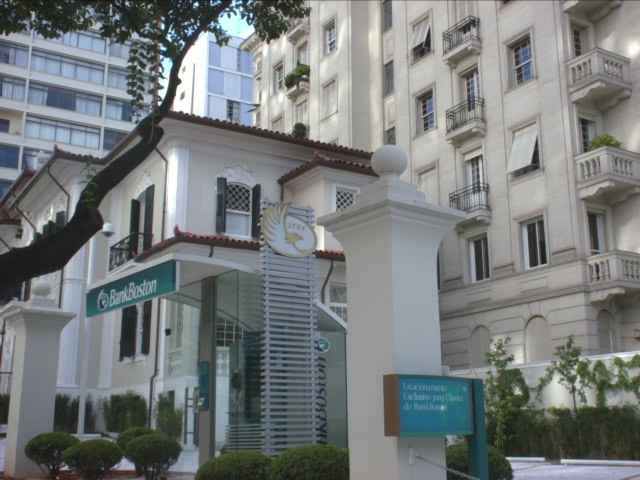
Antiga residência de Francisco Camargo Lima e posteriormente de Rubens de Brito, alugada a agência bancária. Ao lado, Edifício Teresópolis

## Início da verticalização
Devido ao desejo da elite local por espaços segregados, Higienópolis se tornou junto com a Avenida São Luís uma das primeiras áreas a se verticalizar e abrigar edifícios de alto-padrão. Esse processo se iniciou na década de 1930.
O primeiro edifício do bairro foi construído no ano de 1933, na Rua Alagoas esquina com a Avenida Angélica.  O prédio de cinco pavimentos, Edifício Alagoas, foi construído onde mais tarde residiu o jurista Plínio Correia de Oliveira, fundador da Sociedade Tradição Família e Propriedade.
Depois surgiu o Edifício Santo André em 1935, na esquina da Rua Piauí com a Avenida Angélica, frente ao Parque Buenos Aires, sendo construído pelo engenheiro Francisco Matarazzo e projetado pelo arquiteto francês Jacques Pilon, com painel, no hall de entrada, em alto relevo, do artista John Graz, e que foi considerado o edifício elegante da ocasião. Nesse edifício residiu a artista modernista Tarsila do Amaral.
No ano de 1937, houve a construção do terceiro, o Edifício Augusto Barreto. Foi construído pelos engenheiros da empresa Barreto Xandi e Cia. e erguido por iniciativa do fazendeiro de café em Mococa, Augusto Barreto, para residência de seus familiares.
O Edifício D. Pedro II, o primeiro da Avenida Higienópolis, possuidor de dois andares, foi levantado no ano posterior 1938, onde se situava casa da família de Nhonhô Magalhães. Por muitos anos foi escritório da Cia. Belgo Mineira, e o prédio passou a ser o Convento das Irmãs de Santa Zita, que se mudaram para o local quando as casas onde viviam desde o ano de 1946 foram demolidas para a construção do Shopping Higienópolis.

### Efeitos da verticalização
A partir da década de 1950, o bairro começou a se verticalizar substancialmente e grande parte dos antigos casarões que o caracterizavam foram demolidos. Alguns desses palacetes foram ocupados por instituições, tais como:
Na Avenida Angélica, esquina com Rua Alagoas, o palacete estilo neocolonial de dona Belinha e do jurista Eurico Sodré, passou a ser utilizado por agência bancária, tendo sua frente voltada para o Parque Buenos Aires. A Sociedade de Cultura Inglesa, se estabeleceu onde era a casa da família Fonseca Rodrigues.

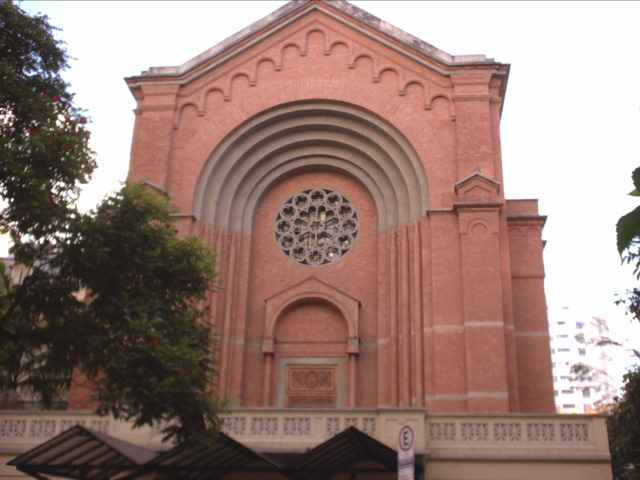
Capela Nossa Senhora de Sion, construída em 1940.

No ano de 1953, teve início a construção do Edifício Rotary, na Avenida Higienópolis, tendo sido doado ao Colégio Rio Branco em 1960. O Colégio Nuno de Andrade, ocupou o imóvel da família Pereira do Valle e na do advogado Antônio Caio da Silva Ramos, na Rua Itacolomi, se instalou o Colégio Higienópolis. Em 1970 foi instalada a Escola Panamericana de Arte e Design, na antiga residência de Izabel Maria de Lima, na Avenida Angélica, esquina com Rua Pará, de 1998, um projeto de Siegbert Zanettini.
O prédio onde foi instalado o Colégio Nossa Senhora de Sion, o Colégio Sion, foi projetado pelo engenheiro-arquiteto Francisco de Paula Ramos de Azevedo, em estilo eclético e erguido nos terrenos do antigo Hotel Higienópolis, tendo sido gradativamente ampliado. A Capela de Nossa Senhora de Sion, provisória, foi construída mais tarde, em 1940. Em 28 de março de 1941, a atual capela tem suas obras iniciadas, seu estilo guarda as características das Capelas de Nossa Senhora de Sion de outros países. O conjunto arquitetônico foi tombado pelo Condephaat em 1986.
Com tal fenômeno, o bairro tornou-se um ponto de destaque na cidade como um "mostruário" de exemplares diversos de arquitetura, ocupado quase que predominantemente por edifícios de apartamentos de múltiplos andares, como os que se seguem:
O delegado Arthur Rudge da Silva Ramos, era morador do palacete na esquina da Avenida Higienópolis com Rua Martim Francisco. Com seu falecimento, no local foi erguido o Edifício Mansão Orlandina Rudge Ramos, nome de sua esposa. A residência da família do Dr. Renato Rudge Ramos, na Avenida Angélica, deu lugar a prédio comercial. A casa de Fernando Chaves e após, residência de dona Maria Helena Prado Ramos e do doutor Eduardo da Silva Ramos, foi demolida após o falecimento do casal, sendo erguido no local o Edifício Barão de Antonina, nome em homenagem ao antepassado do proprietário, na Avenida Higienópolis.

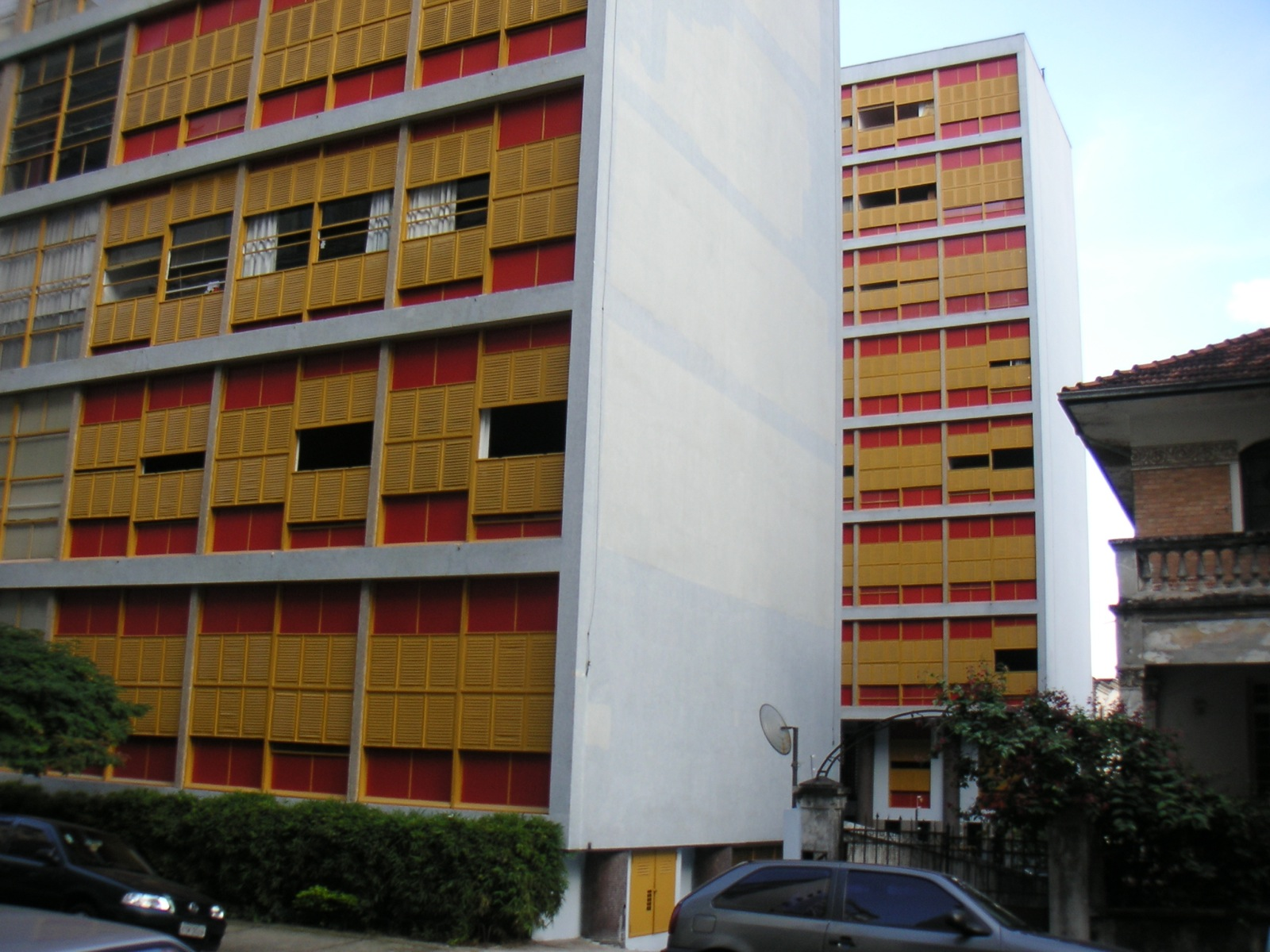
Edifício Louveira

O  ex-prefeito de São Paulo, o engenheiro e urbanista Francisco Prestes Maia, residia em ampla casa do lado par, na Avenida Angélica, na região próxima da Avenida Paulista, sendo após demolida para construção de arranha-céu comercial. Em frente, lado impar, ficava a residência da família do fazendeiro de café em Campinas, José de Queirós Aranha, filho do Barão de Anhumas, também dando lugar mais tarde a novo prédio. A casa de seu filho, o jurista Cássio Egídio de Queirós Aranha, era na Rua Bahia, onde foi construído o Edifício Lafayette. Na residência do engenheiro Felix Dabus, na mesma avenida, ergueu-se o Edifício São José.
A família Gasparian habitava na Rua Pará, que deu lugar ao Edifício Solar do Conde, onde veio a residir o historiador José Aranha de Assis Pacheco e, na mesma via, o palacete da família Silva Telles sofreu demolição para dar lugar a um prédio. A pianista Guiomar Novais assim como a vizinha família Castilho de Andrade, tiveram a construção de condomínio em suas propriedades, na Rua Ceará, já liberada pelo então prefeito de São Paulo, Miguel Colasuonno. A família Rocha Campos residia na Avenida Angélica, posterior Edifício Paulistânia.
Na Rua Itacolomi, no antigo casarão do jurista Renato Egídio de Souza Aranha, ergueu-se o Edifício Marquês de Três Rios, homenagem a seu familiar. O empresário e ex-prefeito de São Paulo, Olavo Setúbal, tinha residência na Rua Sergipe, onde posteriormente foi erguido edifício de consultórios e escritórios. Na mesma rua, esquina com a Avenida Angélica, ficava a casa do jurista e professor de direito José Pedro Galvão de Souza, que deu lugar ao Edifício Palmares. E, mais adiante, na proximidade da Rua Bahia, o mesmo ocorreu com relação ao palacete do engenheiro Caio Sergio Paes de Barros, com a construção do Edifício São Vicente, denominação dada em homenagem à fazenda do mesmo nome, de seus antepassados, em Campinas.
No final da Avenida Higienópolis, esquina com a Rua Conselheiro Brotero, na antiga propriedade do jornalista Júlio Mesquita e vendida a Cássio Muniz, ergueu-se o Edifício Muniz de Sousa. Na Rua Maranhão, esquina com a Rua Rio de Janeiro o engenheiro Edgard de Sousa, superintendente da São Paulo Tramway, Light and Power Company, tinha casa térrea, no futuro, um prédio de apartamentos.

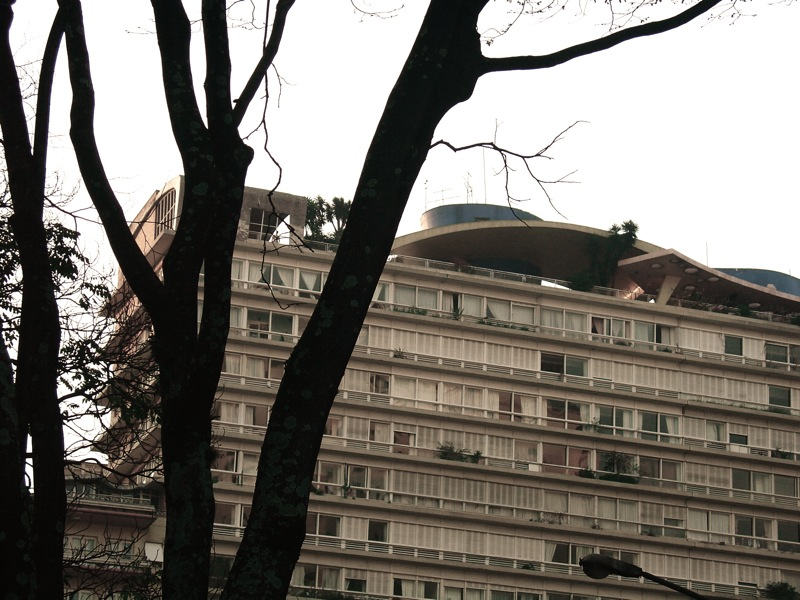
Edifício Bretagne

Os anos de 1940 surgiram com edificação de novos prédios a preços módicos, como o Edifício Rubayat e o Edifício Teresópolis, na avenida Higienópolis. Começou nova era para o bairro. Aconteceu o êxodo da  elite deixando seus palacetes para locais mais aprazíveis, dando lugar aos edifícios para a classe média. Em 1946 o Edifício Louveira, edifício residencial com dois blocos interligados por rampa e jardins, localizado na Rua Piauí, junto à Praça Villaboim, foi projetado pelos arquitetos João Batista Vilanova Artigas e Carlos Cascaldi, sendo considerado importante representante da arquitetura moderna, tendo sido tombado pelo Condephaat.
Edifícios como os de Rino Levi tornaram-se logo exemplares do novo momento, tendo no Edifício Louveira, de Vilanova Artigas, um caso paradigmático. Seguiram-se a ele outros arquitetos influenciados pelo modernismo, tais como o Edifício Prudência e Capitalização, na Avenida Higienópolis (1950), de autoria de Rino Levi e Roberto Cerqueira César, com paisagismo de Burle Marx, e o Edifício Lausanne, na Avenida Higienópolis, projeto do suíço Franz Heep. Foi também local de surgimento de exemplares de uma arquitetura caracterizada pelo abuso da ornamentação de pastilhas de tonalidades vistosas, muito criticada em sua época porém hoje revalorizada, como o Edifício Bretagne, na Avenida Higienópolis e o Edifício Parque das Hortênsias, na Avenida Angélica, ambos projetados por  João Artacho Jurado (1957). E ainda, pelo mesmo Artacho Jurado, o Edifício Cinderela (1956), na Rua Maranhão, em pastilhas rosa e elementos vazados que apresentam mosaicos de flores.
O Edifício Anchieta, projeto dos arquitetos Marcelo Roberto e Milton Roberto, de 1941, de um dos mais importantes escritórios da Arquitetura Moderna Brasileira, o MMM Roberto, é o último da Avenida Angélica, com frente para a Avenida Paulista.
O CONDEPHAAT – Conselho de Defesa do Patrimônio Histórico, Arqueológico, Artístico e Turístico do Estado de São Paulo, promove abertura do processo de estudo de tombamento de imóveis situados no Bairro de Higienópolis, assegurando a preservação dos bens até decisão final da autoridade competente, ficando, portanto, proibida, sem prévia autorização deste Conselho, qualquer intervenção nos mesmos em termos de modificação ou destruição que venham a descaracterizá-los.

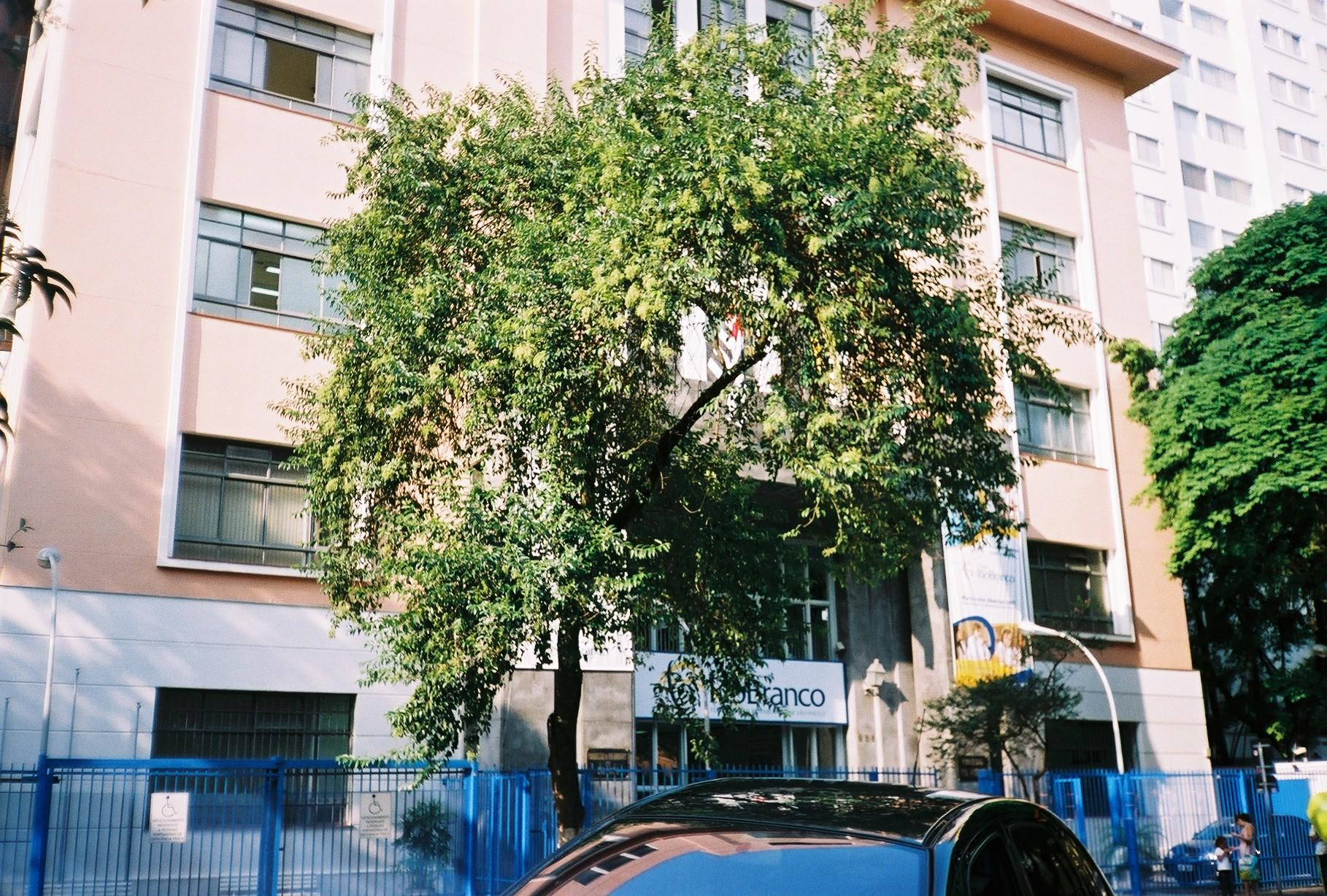
Edifício Rotary, pertencente ao Colégio Rio Branco
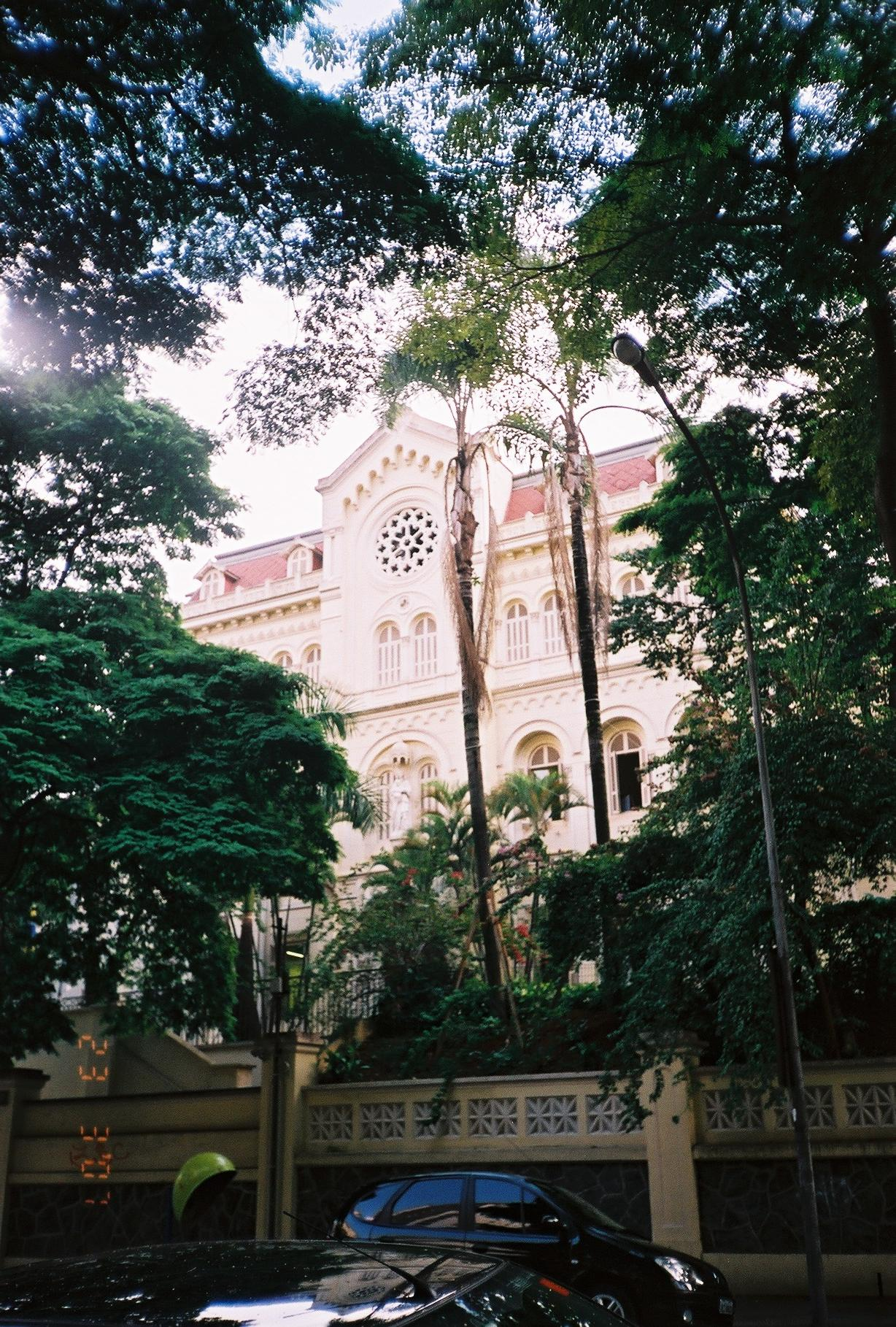
Colégio Nossa Senhora de Sion
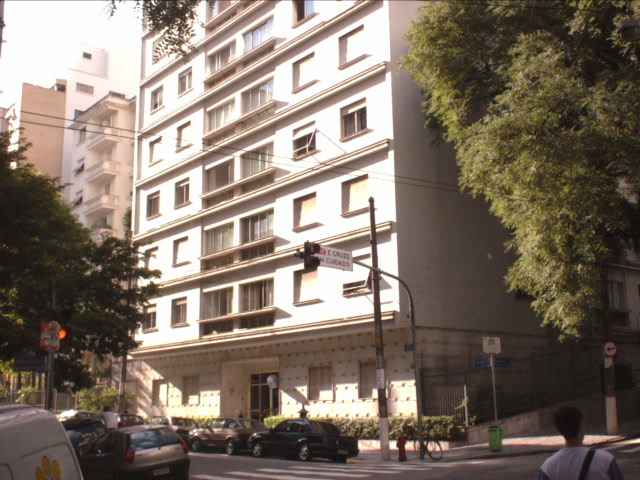
Edifício Professor Villaboim
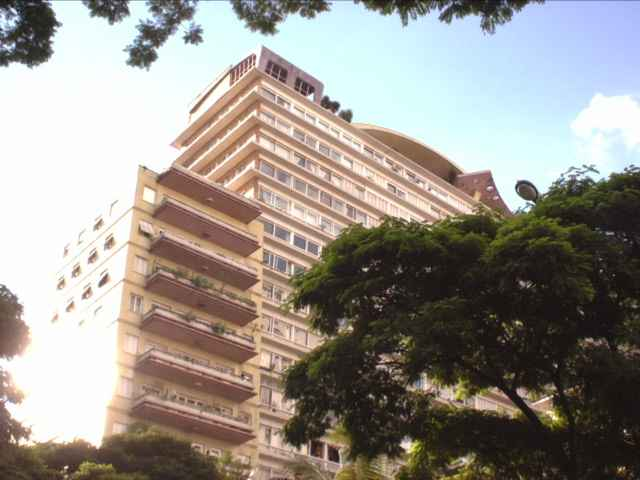
Edifício Bretagne